# مسجد الإصلاح
مسجد الإصلاح (بالبنغالية: আল-ইসলাহ জামে মসজিদ)، المعروف أيضا باسم مركز الإصلاح الإسلامي أو جامع الإصلاح هو مسجد سني في هامتراميك، ميشيغان. تأسس في عام 2000 من قبل مهاجرين من بنغلاديش، حيث يتواجد منهم مجتمع كبير في هامتراميك. بني المسجد وبدأت أعمال التوسعة التي كان من المتوقع أن تتم في غضون سنتين (2014).

## التاريخ
مؤسسو المسجد، البنغلاديشيون الأميركيون كانوا من أتباع العلامة عبد اللطيف شودري. افتتح المسجد لأول مرة في محل في 《جوزيف كامبو》 في عام 2000 ثم نقل إلى عيادة طبية قديمة في عام 2001. وفي عام 2004 تم شراء مبنى مجاور للمسجد لإنشاء مدرسة إسلامية.
جذب المسجد الاهتمام الوطني في عام 2004، عندما طلب الإذن برفع الأذان للدعوة إلى الصلاة. وهذا أغضب العديد من غير المسلمين من سكان المنطقة التي فيها مجموعة كبيرة وعريقة من البولنديين من أتباع الكنيسة الرومانية الكاثوليكية. أشار المؤيدون لرفع الأذان إلى أن المدينة كانت بالفعل تُسمع فيها أصوات عالية متمثلة بصوت رنين جرس الكنيسة المحلية، في حين أن المعارضين قالوا إن أجراس الكنيسة لم تكن تخدم أغراضا دينية. على الرغم من أنه لم يكن هناك شيء يمنع المسجد من رفع الأذان، إلا أن مجلس المدينة أضاف موافقة رسمية لرفع الأذان في أيار / مايو 2004. في وقت لاحق من ذلك العام، المدينة عدلت أنظمة الضجيج إلى الحد من حجم جميع الأصوات الدينية. ويذكر أن مساجد أخرى في ديترويت كانت تستخدم مكبرات الصوت لرفع الأذان دون وقوع حوادث.

## وصلات خارجية
- مسجد الإصلاح (أرشيف)
- Angel, Cecil. "Hamtramck call to prayer dispute is largely forgotten" (). Detroit Free Press. March 16, 2006.